# Matti Mononen
Matti Mononen, född 1983, är en finländsk friidrottare som tävlar i stavhopp. Han har en fjärde plats från friidrotts-EM i Göteborg 2006, med 565 cm.

## Fotnoter
1. ↑  Česko-Slovenská filmová databáze, 2001, ČSFD person-ID: 171606.[källa från Wikidata]
2. ↑  World Athletics Database, World Athletics ID: 186408.[källa från Wikidata]
3. ↑  läs online, yle.fi , läst: 13 juli 2021.[källa från Wikidata]